# Agenzia regionale emergenza urgenza
L'Agenzia regionale emergenza urgenza è un'agenzia sanitaria istituita dalla regione Lombardia, che si occupa del servizio sanitario di emergenza urgenza all'interno del territorio regionale.

## Storia
L'azienda nasce il 2 aprile 2008 con la delibera della Giunta regionale n° VIII/6994 in attuazione della legge regionale 32/2007 con il compito di programmare, coordinare e gestire le attività di emergenza urgenza territoriali sia ordinarie che straordinarie (formazione degli operatori, gestione dell'allarme sanitario, invio dei mezzi più idonei al soccorso, trasporto del paziente presso la struttura più adeguata, gestione delle infrastrutture di telecomunicazione, acquisto centralizzato di beni e servizi, redazione di protocolli di intervento, linee guida ecc.), affiancare la ASL nell'individuazione e nel convenzionamento dei soggetti erogatori dei servizi di emergenza urgenza (scelti sulla base di criteri e parametri da essa stessa determinati), monitorandone successivamente le prestazioni.

### Transizione ad Agenzia
Con la Legge Regionale n. 22 del 13/12/2019, la Regione Lombardia modifica la precedente Azienda Regionale Emergenza Urgenza nella nuova denominata Agenzia Regionale Emergenza Urgenza, che si costituisce, tramite decreti successivi, nel gennaio 2021.
Tra i nuovi compiti dell'Agenzia vi è la completa gestione dei Livelli Essenziali di Assistenza (LEA), supporto tecnico della giunta regionale (di cui svolgerà anche funzione di referente tecnico extra regionale e nazionale), coordinamento logistico e ricerca scientifica, oltre alle attività già svolte, tra le quali la completa gestione del Soccorso Sanitario Extraospedaliero, trasporto organi e tessuti, e gestione delle CUR NUE 112.

## Attività
Tra i principali, nonché tra i primi in ordine cronologico, compiti di AREU vi è la gestione del sistema di emergenza territoriale (sistema 118). Esso viene controllato, organizzato e svolto, direttamente da AREU o tramite soggetti convenzionati ove possibile, a tutti i livelli, dalla ricezione della chiamata al soccorso sul territorio con mezzi di soccorso di base o avanzati.
La struttura prevede una prima ricezione della chiamata di emergenza al numero 112 presso la CUR NUE 112 di riferimento, dove verrà gestita da un operatore laico che provvederà a inserire nel sistema i dati anagrafici, la localizzazione dell’evento e la richiesta di intervento, instradandola verso l’ente richiesto/necessario.
La gestione delle centrali di emergenza sanitaria (in Lombardia SOREU), unitamente al sistema 118, sono state le prime competenze assunte da AREU al momento dell’assorbimento dell’emergenza sanitaria.
Per quanto concerne la gestione del numero unico di emergenza 112, AREU è statascelta dal Governo come regione pilota in vista dell'adeguamento alle normative europee che disciplinano la materia. I 163 operatori delle tre centrali operative, Varese (dal 2010), Milano (dal 2013) e Brescia (dal 2014) ricevono tutte le chiamate di emergenza provenienti dai comuni lombardi, in base alla competenza territoriale.
Dopodiché, se necessario, le inoltrano a Polizia di Stato, Carabinieri, Vigili del fuoco o al Soccorso sanitario.
È stata premiata come il miglior servizio di emergenza d'Europa da European Emergency Number Association.
In vista dell'estensione del NUE (Numero Unico Emergenza 112) in tutta Italia, AREU supporterà gli enti locali nella realizzazione e nell'attivazione del servizio.
Incaricata anche di sottoscrivere convenzioni con Enti Terzi per lo svolgimento di attivita di Soccorso Sanitario Extraospedaliero, siano essi di diritto privato (Croce Rossa Italiana) sia pubblici (Azienda sanitaria locale), è presente sul territorio tramite 4 sale operative regionali emergenza urgenza (SOREU delle Alpi, SOREU dei Laghi, SOREU Metropolitana e SOREU della Pianura) che raccolgono l'allarme sanitario e 12 articolazioni aziendali territoriali provinciali (AAT), che erogano il servizio di Soccorso Sanitario.
In virtù di tali accordi, la flotta a disposizione di AREU è pari a 281 mezzi di soccorso di base su ruota, 34 mezzi di soccorso infermieristici e 63 mezzi di soccorso avanzato. Ha garantito l'assistenza sanitaria e il pronto soccorso in occasione di Expo 2015.
Gestisce anche 5 basi di elisoccorso a Bergamo, Brescia, Como, Milano e Sondrio, tramite elicotteri AgustaWestland AW139 ed Eurocopter EC145 T2, in convenzione con il Corpo nazionale soccorso alpino e speleologico per la parte tecnica del soccorso.
Infine, dal 1º Luglio 2020 si occupa direttamente del trasporto di organi e tessuti, del coordinamento delle funzioni del Centro regionale di coordinamento e compensazione (trasfusioni).

## Costi
AREU nel 2014 ha ricevuto da Regione Lombardia 228 milioni di euro per il suo funzionamento, di cui:
- 196.5 per espletare il soccorso sanitario di emergenza urgenza, in convenzione con le ASL (circa il 16% derivante dalle attività di ricezione e smistamento delle chiamate, il resto per l'attivazione del primo intervento, l'invio dei mezzi di soccorso ed il costo di particolari prestazioni o materiali)
- 22.5 per l'operatività del C.R.C.C.
- 4 per il funzionamento del NUE 112
- 3.6 per la convenzione con Corpo nazionale del soccorso alpino e speleologico lombardo
- 1.4 per il trasporto di organi e tessutI

Nel 2019 i fondi stanziati dalla Regione per il funzionamento di AREU sono stati di 200 milioni, con un risparmio di circa 27 milioni e mezzo rispetto a 5 anni prima. Nello specifico:
• 143 per soccorso su gomma
• 28 per le complessive centrali operative (1 e 2 livello)
• 25 per elisoccorso
• 2.4 per altri costi (compreso di costi indiretti)